# Peter Skene Ogden
Peter Skene Ogden (également orthographié Skeene, Skein ou Skeen ; baptisé le 12 février 1790 et mort le 27 septembre 1854) est un trappeur et un explorateur canadien de ce qui est aujourd'hui la Colombie-Britannique et l'Ouest américain. Pendant ses nombreuses expéditions, il explora certaines parties de l'Oregon, de l'État de Washington, du Nevada, de la Californie, de l'Utah, de l'Idaho et du Wyoming.

## Les débuts à la North-West Company
Sa date de naissance n'est pas précisément connue : on trouve 1774, 1794, ou 1790. Il est le fils du Juge en chef Isaac Ogden du Québec et de Sarah Hanson. Après un bref passage par l'« American Fur Company », il rejoint la « North-West Company » en 1809. Son premier poste, en 1810, est situé à Île-a-la-Crosse, Saskatchewan ; en 1814, il est responsable d'un bureau commercial à Green Lake, Saskatchewan, 100 miles plus au sud. 
Ogden a de fréquents accrochages avec les employés de la compagnie rivale de la Baie d'Hudson et fait usage de violence physique à plusieurs occasions. En 1816, les employés de la Compagnie de la Baie d'Hudson rapportent qu'Ogden a « massacré de la manière la plus cruelle », selon le rapport d'un de leurs chefs, James Bird, un indien qui faisait du commerce avec eux. Bien que beaucoup d'hommes de la « North-West Company » voient ce comportement comme une contrepartie nécessaire de la vie dans le Nord-Ouest, la Compagnie de la Baie d'Hudson considère Ogden comme un homme dangereux, dont les exactions sont d'autant plus déplorables qu'il est le fils d'un juge. Ogden est accusé de meurtre et la « North-West » le déplace plus loin vers l'ouest afin d'éviter toute nouvelle confrontation avec la Compagnie de la Baie d'Hudson. Pendant plusieurs années, il travaille donc pour différents bureaux dans ce qui est aujourd'hui l'Oregon, Washington, et la Colombie-Britannique.

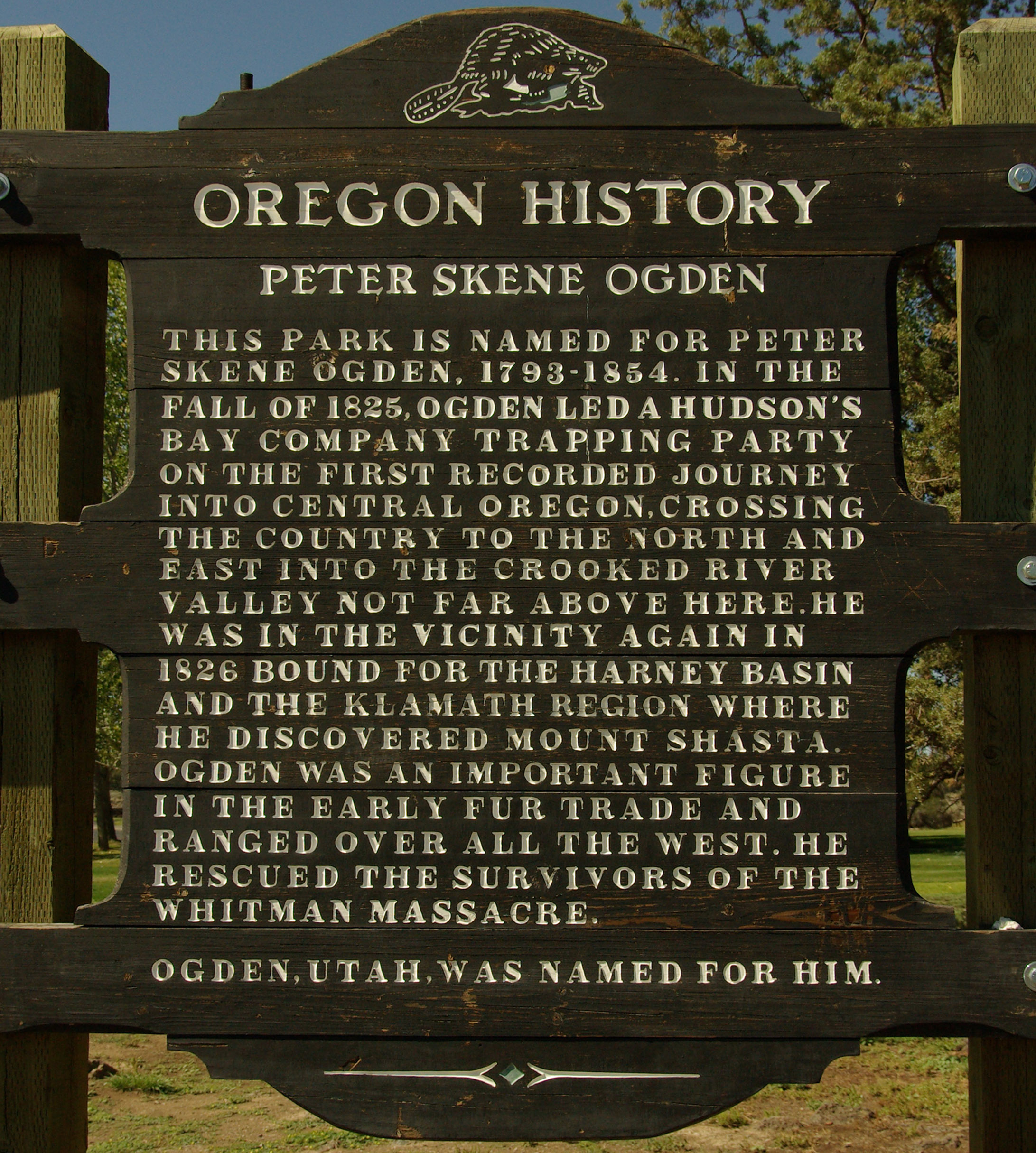
Point de vue nommé en mémoire de « Peter Skene Ogden ».

## Explorateur pour la Compagnie de la Baie d'Hudson
Quand la Compagnie de la Baie d'Hudson et la North-West Company fusionnent en 1821, sous la direction de George Simpson, la question se pose de savoir que faire d'Ogden. Ils réprouvent les méthodes de travail d'Ogden et se méfient de lui, mais reconnaissent finalement qu'il n'a rien fait de pire que d'autres pendant les guerres du commerce de fourrure et le nomment responsable commercial pour leur bureau de la Snake River dans le Columbia District en 1823.
Entre 1824 et 1830 Ogden part pour une série d'expéditions afin d'explorer la région de la Snake River et de rapporter à la Compagnie de la Baie d'Hudson autant de peaux que possible, de façon à créer un « désert » de fourrures qui découragerait l'arrivée de trappeurs et de marchands américains. Plus précisément :
- en 1824-25, Ogden conduit une brigade qui étend l'influence de la compagnie le long de la Snake River à l'est de la rivière Bitterroot dans le Montana et au sud de la rivière Bear dans l'Utah actuel.
- en 1825-26, en voyageant vers le sud de la Columbia River jusqu'à rivière Deschutes dans l'Oregon, Ogden se dirige ensuite vers l'est, à travers les Blue Mountains, sur le Plateau de la Columbia, jusqu'à la Snake River.
- en 1826-27, de Walla Walla, actuellement situé dans l'État de Washington, l'expédition d'Ogden explore aussi la rivière Deschutes, la suivant jusqu'au lac Klamath, et une région autour de Mount Shasta dans le nord de la Californie.
- en 1828-29, Ogden explore le Grand Lac Salé et vit un certain temps près de la rivière Weber, où se trouve l'actuelle ville de Ogden (Utah) qui porte son nom. Il explore des régions du Grand Bassin, suivant la rivière Humboldt jusqu'à l'Humboldt Sink, à peu près sec, où elle aboutit, dans l'actuel Nevada. Le groupe voyage à travers le Grand Bassin vers la Sierra Nevada orientale, atteignant la rive septentrionale du golfe de Californie.

Ces expéditions constituent une fructueuse opération pour la Compagnie de la Baie d'Hudson, même si elles ne se passent pas sans problèmes, y compris une attaque par les Mohaves près du Golfe de Californie.
En 1830, Ogden est envoyé au nord pour établir un nouveau bureau de la compagnie nommé Fort Simpson près de l'embouchure du fleuve Nass en Colombie-Britannique. Il dirige aussi un bureau extérieur sur la côte sud de l'Alaska. Pendant les années 1840, il administre un bureau de fourrure à Fort Vancouver. Il y a fait connaissance du peintre canadien Paul Kane qui saisit dans ses esquisses et ses peintures à l'huile la vie des Indiens de l'Ouest canadien. Ogden lutte avec succès contre la concurrence américaine dans le commerce des fourrures, et négocie avec des tribus indiennes locales, comme les Cayuses. Il intervient en particulier pour la libération des otages rescapés du « massacre Whitman », en novembre 1847, lorsque plusieurs missionnaires américains, dont Marcus Whitman, sont tués par des Indiens Cayuses et Umatillas. 
Ogden se retire finalement à Oregon City dans l'Oregon avec l'une de ses épouses indiennes. Ses rapports constants avec les tribus indiennes le conduisent à écrire ses souvenirs, dans un livre intitulé « Traits of American Indian Life and Character. By a Fur Trader » (Traits de la vie et du caractère des Indiens d'Amérique, par un négociant en fourrure), qui est publié à titre posthume en 1855.

## Hommages
Un point de vue remarquable dans le Comté de Jefferson en Oregon, un autre à Victoria en Colombie-Britannique ont reçu son nom, ainsi qu'une école secondaire à 100 Mile House en Colombie-Britannique. Une ville dans l'Utah s'appelle Ogden. Le sentier Peter Skene Ogden Trail a été nommé en son honneur.
Il est aussi longuement mis à l'honneur en bande dessinée par le dessinateur Antonio Hernández Palacios. Ce dernier dans La guerra Cayuso, représente toute la partie historique relative à la mission Whitman et à l'expédition punitive qui devait suivre le massacre de la mission Whitman. Peter Skene Ogden croise ainsi le héros imaginaire Manos Kelly et lutte à ses côtés contre les indiens Cayuses. À noter que Palacios représente un Ogden à la fois courageux, mais aussi profondément tourmenté. Cette histoire a été publiée en 1984 en Espagne dans la collection Rambla color.